# Tetreuaresta phthonera
Tetreuaresta phthonera es una especie de insecto del género Tetreuaresta de la familia Tephritidae del orden Diptera.

## Historia
Friedrich Georg Hendel la describió científicamente por primera vez en el año 1914.